# 機動戰士GUNDAM SEED ASTRAY
機動戰士GUNDAM SEED ASTRAY是SUNRISE製作的動畫機動戰士GUNDAM SEED的正式外傳作品。「ASTRAY」意思是異常、異端、偏離正道。
本系列採用多位漫畫家於不同的雜誌連載漫畫，而劇本則由千葉智宏負責。各個故事有著微妙的關聯、補完正篇沒有解釋的劇情，使故事更加完整。
系列的登場人物請參照机动战士GUNDAM SEED ASTRAY登场人物列表。

## 機動戰士GUNDAM SEED ASTRAY 系列
內容分別講述兩位主角羅·裘爾及叢雲劾於C.E.70至71的經歷。
- 機動戰士GUNDAM SEED ASTRAY（漫畫）鴇田洸一

於Gundam Ace連載，主角為羅·裘爾。內容講述他取得異端GUNDAM紅色機的經過和其後的經歷，補完正篇劇情。例如是羅·裘爾救了被神盾鋼彈自爆受傷的煌。而叢雲劾亦以配角登場。單行本全3冊。
- 機動戰士GUNDAM SEED ASTRAY（小說）千葉智宏

於The Sneaker連載。單行本全2冊。
- 機動戰士GUNDAM SEED ASTRAY R（漫畫）戶田泰成

於少年 Ace連載，主角為羅·裘爾。單行本全4冊。
- 機動戰士GUNDAM SEED ASTRAY B（情景模型小說）千葉智宏

於電擊HOBBY MAGAZINE連載，主角為叢雲劾。單行本全1冊。
- 機動戰士GUNDAM SEED MSV

OVA（宣傳短片）谷田部本義

## 機動戰士GUNDAM SEED X ASTRAY
連載於月刊Gundam Ace的漫畫作品，由鴇田洸一負責，《SEED ASTRAY》的續編，故事發生於動畫《機動戰士GUNDAM SEED》第47話與第48話之間空白的2個月。主要講述這個故事新登場的普雷亞·雷腓力與卡納得·帕爾斯的對決，而前作的羅·裘爾及叢雲 劾亦以配角登場。單行本全2冊。

## 機動戰士GUNDAM SEED DESTINY ASTRAY 系列
機動戰士GUNDAM SEED DESTINY ASTRAY是《SEED ASTRAY》的續編，同樣連載於「月刊Gundam Ace」（漫畫），「The Sneaker」（小說），「電擊HOBBY MAGAZINE」（情景模型小說）。故事以《SEED》與《機動戰士GUNDAM SEED DESTINY》之間約2年作為主要的舞台，本作亦會說明《SEED DESTINY》中不被描寫的背景故事。
故事開始在前次大戰結束後，地球圈似乎進入和平時期，但在暗中仍有許多不為人知的行動。攝影記者傑斯·里布爾在一次採訪中遇到了羅·裘爾，並從他手中得到了「異端GUNDAM非規格機」（ASTRAY OUTFRAME）。以追求與傳達真實為目的的傑斯，駕著非規格機奔馳在各處，為了自己的理念而奮戰。
- 機動戰士GUNDAM SEED DESTINY ASTRAY（漫畫）鴇田洸一

於Gundam Ace連載。單行本全4冊。
- 機動戰士GUNDAM SEED DESTINY ASTRAY（小說）千葉智宏

於The Sneaker連載。單行本全2冊。
- 機動戰士GUNDAM SEED DESTINY ASTRAY（情景模型小說）千葉智宏

於電擊HOBBY MAGAZINE連載。單行本全2冊。
- 機動戰士GUNDAM SEED DESTINY ASTRAY 上 -追求真實的人-
- 機動戰士GUNDAM SEED DESTINY ASTRAY 下 -找尋羈絆的人-

### 登场机体
地球聯合──幻痛
- GAT-01 突擊達加（Strike Dagger）
  - GAT-01A1+AQM/E-X02 Sword Dagger
  - GAT-01A1+AQM/E-X04 105砲筒型達加（Gunbarrel Dagger）
- GAT-02L2 達加L（Dagger L）
  - GAT-02L2+AQM/E-M11 Doppelhorn Dagger L
  - GAT-02L2+AQM/E-X02 巨劍型刃式L（Sword Dagger L）
  - GAT-02L2+AQM/E-X03 重砲型刃式L（Launcher Dagger L）
- GAT-04+AQM/E-X01 翔翼型威達（Aile Windam）
- GAT-333 Raider Full Spec
- GAT-706S Deep Forbidden
- GAT-S02R N達加N（N Dagger N）
- GAT-X131 瘟神高達（Calamity Gundam）
  - GAT-X133 巨劍型瘟神（Sword Calamity Gundam）
- GAT-X252 禁斷高達（Forbidden Gundam）
- GAT-X255 Forbidden Blue
- GAT-X370 獵殺GUNDAM（Raider Gundam）
- TS-MA4F 艾古扎斯（Exus）
- TSX-MA717/ZD Pergrande
- ZGMF-X12A 聖約高達（Testament）
- ZGMF-X24S (RGX-01) 混沌高達（Chaos Gundam）
- ZGMF-X31S (RGX-02) 深淵高達（Abyss Gundam）
- ZGMF-X88S (RGX-03) 大地高達（Gaia Gundam）
- ZGMF-YX21R (RGX-04) 救世高達原型機（Proto-Saviour Gundam）
  - ZGMF-YX21R+X11A (RGX-04) 救世高達原型機+11（Proto-Saviour Gundam+11）

市民
- GAT-01A1 達加（Dagger）
- GAT-333 Raider Full Spec
- GAT-X133 巨劍型瘟神（Sword Calamity Gundam）
- MBF-P02 迷惘高達紅色機 火星裝甲（Gundam Astray Red Frame Mars Jacket）
- MWF-JG71 雷斯塔（Raysta）
- YMF-X000A/H 勇士鋼彈（Dreadnought Gundam）
- ZGMF-1001 馬蒂坎專用渣古幻影（Madigan's ZAKU Phantom）
  - ZGMF-1017AS 突擊型基恩（GINN Assault Type）
  - ZGMF-1017M2 高機動型捷武2型（GINN High Maneuver Type II）
- ZGMF-X12 迷惘高達非規格機（Gundam Astray Out Frame）
- ZGMF-X12D 迷惘高達非規格機（Gundam Astray Out Frame D）
- ZGMF-X12A 聖約高達（Testament）

札多
- ZGMF-X11A 重生高達（Regenerate）
- AMF-101 迪因（DINN）
  - AME-WAC01 DINN Special Electronic Installation Type
- UMF-04A 古恩（GOOhN）
- YFX-200 CGUE DEEP Arms
- XMF-P192P 混沌高達原型機（Proto Chaos）
- ZGMF-600 蓋茲（GuAIZ）
  - ZGMF-601R 蓋茲R（GuAIZ R）
- ZGMF-1000 渣古戰士（ZAKU Warrior）
- ZGMF-1001/K 閃擊渣古幻影（Slash ZAKU Phantom）
- ZGMF-1001/M 烈火渣古幻影（Blaze ZAKU Phantom）
- ZGMF-1017 基恩（GINN）
- ZGMF-X13A 天意高達（Providence Gundam）
- ZGMF-X24S (RGX-01) 混沌高達（Chaos Gundam）
- ZGMF-X31S (RGX-02) 深淵高達（Abyss Gundam）
- ZGMF-X88S (RGX-03) 大地高達（Gaia Gundam）
- ZGMF-X56S 衝擊高達（Impulse Gundam）
- ZGMF-X999A 渣古量產試作型（ZAKU Mass Production Trial Type）

奧布
- GAT-X133 巨劍型瘟神（Sword Calamity Gundam）
- MBF-M1 M1迷惘高達（M1 Astray）
- MBF-P01-Re2AMATU 迷惘高達金色機天蜜娜（Gundam Astray Gold Frame Amatsu Mina）
- MBF-M1A M1A迷惘高達（M1A Astray）
- ZGMF-X09A 正義高達（Justice Gundam）
- ZGMF-X10A 自由高達（Freedom Gundam）

## 機動戰士GUNDAM SEED C.E.73 Δ（Delta） ASTRAY
機動戰士GUNDAM SEED C.E.73 Δ ASTRAY是《SEED DESTINY ASTRAY》的續編故事，正於Gundam Ace連載中，亦是鴇田洸一負責。故事從羅·裘爾他們去了火星開始──一班來自火星的年輕人為了某任務來到地球，而《机动战士GUNDAM SEED C.E.73 STARGAZER》的主角们也有登场。

### 登场机体
地球聯合／幻痛
- GAT-01A1 達加（Dagger）
- GAT-01A2R 殲滅達加（Slaughter Dagger）
- GAT-02L2 達加L（Dagger L）
- GAT-02L2+AQM/E-M11 Doppelhorn Dagger L
- GAT-X1022 蔚藍決鬥高達（Blu Duel）
- GAT-X103AP 翠綠風暴高達（Verde Buster）
- GAT-X105E 突擊高達E（Strike E）
- GAT-X105E+AQM/E-M1 IWSP型突擊高達E（Strike E IWSP）
- GAT-X105E+AQM/E-X09S 漆黑突擊高達（Strike Noir）
- GAT-X207SR 烏黑閃電高達（Nero Blitz）
- GAT-X303AA 赭紅神盾高達（Rosso Aegis）
- GFAS-X1 毀滅高達（Destroy Gundam）

火星住民
- 迷惘高達紅色機 火星裝甲（Gundam Astray Red Frame Mars Jacket）
- GSF-YAM01 △迷惘高達（Δ Astray）
- GSF-YAM02 Guardshell
- MMF-JG73L Turn Δ

札多
- TMF/A-802W2 地獄犬型巴古（Kerberos BuCUE Hound）
- ZGMF-1000 地獄犬型渣古戰士（Kerberos ZAKU Warrior）
- ZGMF-1000/A1 槍擊渣古戰士（Gunner ZAKU Warrior）
- ZGMF-1000/M 烈火渣古戰士（Blaze ZAKU Warrior）
- ZGMF-1001/K 閃擊渣古幻影（Slash ZAKU Phantom）
- ZGMF-1001/M 烈火渣古幻影（Blaze ZAKU Phantom）

## 機動戰士GUNDAM SEED FRAME ASTRAYS
機動戰士GUNDAM SEED FRAME ASTRAYS是機動戰士GUNDAM SEED C.E.73 Δ ASTRAY的續篇。將於11月於電擊Hobby中連載，亦是鴇田洸一負責。

## 機動戰士GUNDAM SEED VS ASTRAY
機動戰士GUNDAM SEED VS ASTRAY是機動戰士GUNDAM SEED FRAME ASTRAYS的續篇。將於6月連載。

### 登場機體
圖書館館員
- LG-GAT-X105 強風攻擊鋼彈（Gale Strike）

駕駛員：ND HE
- LN-ZGMF-X13A 吹雪天帝鋼彈（Nix Providence）

武裝：龍騎兵型攻擊裝備
駕駛員：普雷亞·雷腓力
- LR-GAT-X102 暴雨決鬥鋼彈（Regen Duel）

駕駛員：凱特·馬蒂坎
- MBF-P05LM 異端鋼彈幻惑機（Gundam Astray Mirage Frame）
- MBF-P05LM2 異端鋼彈幻惑機二期型（Gundam Astray Mirage Frame Second Issue）

駕駛員：隆德·吉納·薩哈克
- LH-GAT-X103 雹陣暴風鋼彈（Hail Buster）

駕駛員：費尼斯·索希斯
- LV-ZGMF-X23S 旋風救星鋼彈（Vent Saviour）

駕駛員：古德·威亞、伊萊傑·基爾
- LN-GAT-X207 迷霧電擊鋼彈（Nebula Blitz）

武裝：災禍生太刀、攻擊系統「三犄」、都牟羽太刀、幻象化粒子瞬移系統
駕駛員：莉莉·薩瓦里
廢物商
- MBF-P02 異端鋼彈紅色機改（Gundam Astray Red Frame Kai）

武裝：菊一文字、虎徹、戰術複合武裝2L
駕駛員：羅·裘爾
蛇尾
- MBF-P03 異端鋼彈藍色機二型改（Gundam Astray Blue Frame Second Revise）

武裝：戰術複合武裝
駕駛員：叢雲劾
天之御柱
- MBF-P01 異端鋼彈金色機天蜜娜（Gundam Astray Gold Frame Mina）

武裝：三犄改、都牟羽太刀、災禍生太刀
駕駛員：隆德·蜜娜·薩哈克、莉莉·薩瓦里
傭兵部隊X
- 勇士鋼彈H

武裝：龍騎兵系統
駕駛：卡納得·帕爾斯

## 外部連結
- 機動戰士GUNDAM SEED ASTRAY系列官方網站 （页面存档备份，存于）
- 機動戰士GUNDAM SEED ASTRAY官方網站 （页面存档备份，存于）
- 機動戰士GUNDAM SEED DESTINY ASTRAY官方網站 （页面存档备份，存于）
- 機動戰士GUNDAM SEED C.E.73 DELTA ASTRAY 官方網站 （页面存档备份，存于）
- 機動戰士GUNDAM SEED FRAME ASTRAYS 官方網站 （页面存档备份，存于）
- 機動戰士GUNDAM SEED VS ASTRAY官方網站 （页面存档备份，存于）
- ASTRAY BLOG（千葉智宏BLOG）
- ときた洸一のムダ話blog(鴇田洸一BLOG) （页面存档备份，存于）
- 偏離正軌的道路ASTRAY (繁體中文網站)